# VOEA Neiafu (P201)
El VOEA Neiafu (P201) fue un buque patrullero del Foro del Pacífico operado por Tonga.

## Antecedentes
Cuando la Convención de las Naciones Unidas sobre el Derecho del Mar extendió la zona económica exclusiva de las naciones marítimas, Australia diseñó y construyó 22 buque patrulleros para 12 de los miembros del Foro del Pacífico. Los proporcionó de forma gratuita, además ayudó a construir instalaciones portuarias y brindó capacitación. Esto permitió a sus vecinos detectar contrabandistas, pescadores de caza furtiva y proporcionar servicios.   

## Diseño
Los buques de 31,5 metros desplazan 162 toneladas, y se construyen utilizando Componentes comerciales salidos del estante (COTS), en lugar de equipos más caros, de alto rendimiento y de grado militar, para aliviar la carga de mantenimiento.

## Historia operacional
En 2009, con 20 años en servicio, Neiafu regresó a Australia para ser remodelado.
En 2015, el Neiafu se trasladó hasta Vanuatu para brindar apoyo tras un tifón.
En 2016, el Neiafu participó en ejercicios militares conjunto con buques de diferentes naciones.
El Neiafu completó otra reparación australiana en 2017. Fue de-comisionado en 2020.